# Monzonia sanmarcosana
Monzonia sanmarcosana là một loài bọ cánh cứng trong họ Cerambycidae.